# Lorenz-curve

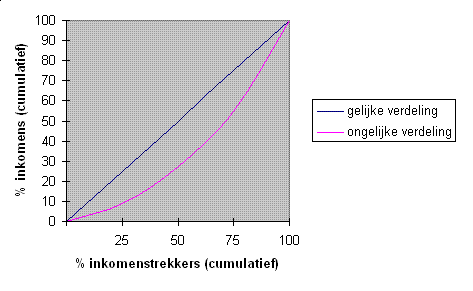
Een lorenzcurve

De lorenzcurve geeft het verband weer tussen het cumulatief percentage van de bevolkingsomvang, en het cumulatief percentage van de inkomens (uit loon, rente, huur, pacht, winst en andere zaken) van diezelfde bevolking. De lorenzcurve werd ontwikkeld in 1905 door Max O. Lorenz, om de inkomensverdeling weer te geven.
De lorenzcurve voor de inkomens van huishoudens in bijvoorbeeld een bepaald land heeft een horizontale x-as en verticale y-as van 0 tot 100 (%). De curve wordt gegeven door: het totale inkomen van de x% huishoudens met de laagste inkomens is y% van het totale inkomen van alle huishoudens.
In termen van fracties in plaats van procenten:
De lorenzcurve heeft een horizontale x-as en verticale y-as van 0 tot 1. De curve wordt gegeven door: het totale inkomen van de fractie x huishoudens met de laagste inkomens is een fractie y van het totale inkomen van alle huishoudens.
Een lorenzcurve is dus een grafiek waarin de inkomens dus cumulatief worden afgezet tegen de bevolking. Een gegeven punt op de verticale as vertegenwoordigt de som van alle inkomens tot een bepaald niveau. Het punt op de curve rechts daarvan correspondeert met het aantal personen dat een inkomen tot dat niveau heeft. Het enige dat vast ligt zijn de punten linksonder, waar beide waarden (cumulatief inkomen en aantal personen) nul zijn, en rechtsboven, waar ze beide 100% zijn. De lijn daartussen geeft aan hoe (on)gelijk het inkomen is verdeeld. De diagonale blauwe lijn in het onderstaande voorbeeld betekent een volledig gelijke inkomensverdeling: 25 % van het aantal inkomenstrekkers verdient 25 % van het inkomen. 

In werkelijkheid loopt de curve echter altijd lager, wat betekent dat op ieder gegeven punt op de curve het percentage van het totale nationale inkomen lager is dan het percentage mensen dat een inkomen tot dat niveau heeft. Op zo een curve kunnen we bijvoorbeeld aflezen dat 25% van de inkomenstrekkers samen 8% van het totale inkomen bezitten. Wanneer wordt geprobeerd om de inkomens gelijker te maken, dus de curve dichter bij de  diagonale lijn te brengen, is er sprake van inkomensnivellering. Als het omgekeerde plaatsvindt, is er sprake van denivellering.

Het is rekenkundig onmogelijk dat de curve boven de diagonaal uitkomt.
De gini-coëfficiënt is de verhouding tussen het oppervlak tussen de diagonaal en de lorenzcurve, en het oppervlak onder de diagonaal. Die waarde ligt steeds tussen 0 en 1, waarbij 0 staat voor een perfect gelijke verdeling, en 1 voor een perfect ongelijke verdeling.

## Andere toepassingen
Op dezelfde manier kan meer algemeen voor een kwantitatief kenmerk van een individu/item (huishouden, mens, dier, ding) waarbij optellen zinnig is, de verdeling binnen een populatie in een curve weergegeven worden, bijvoorbeeld ook de verdeling van inwoners (kenmerk) over gemeenten (items).

## Negatieve waarden
Als waarden ook negatief kunnen zijn, maar het totaal voor de hele populatie positief is, zoals bij de meeste populaties daadwerkelijk bij inkomen en vermogen, loopt de curve vanaf de oorsprong eerst omlaag, vervolgens gaat de curve omhoog en snijdt de x-as, en gaat dan weer door naar de rechterbovenhoek.

## Helling
De helling van de curve in de zin van de richtingscoëfficiënt van de raaklijn is steeds het inkomen gedeeld door het gemiddelde inkomen (en mutatis mutandis voor andere toepassingen), en wordt dus naar rechts steeds groter.